# Fraternité
Cet article concerne le lien moral. Pour les sociétés dites fraternité ou sororité, voir Fraternité (société).
Pour les articles homonymes, voir Fraternité (homonymie).

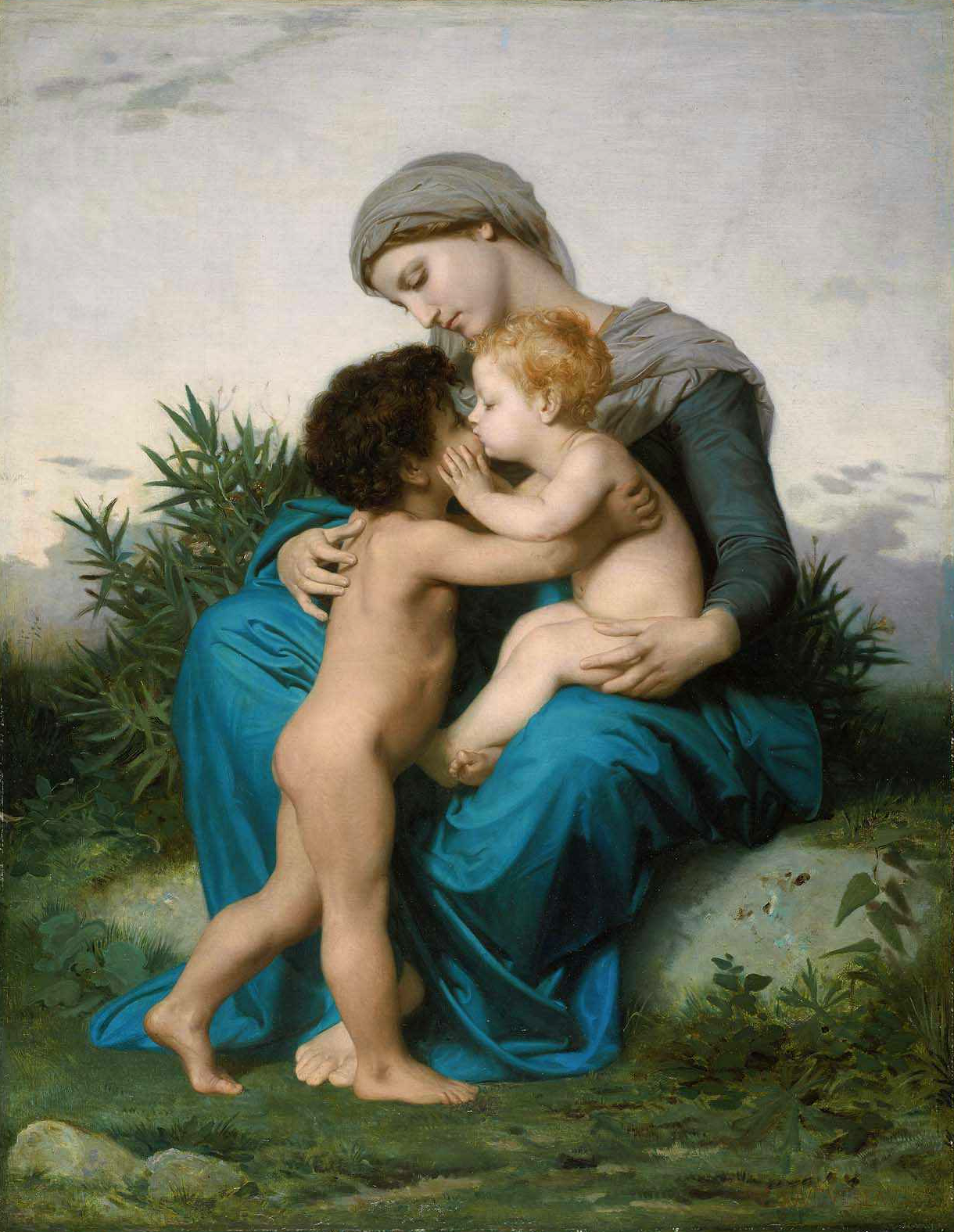
L’amour fraternel, peinture bucolique de William Bouguereau

La fraternité ou amitié fraternelle est, au sens populaire du terme, l'expression du lien affectif et moral qui unit une fratrie (frères et sœurs).
Par extension, cette notion désigne un lien de solidarité et d’amitié à d’autres niveaux : on peut parler de fraternité à l’échelon d'un groupe telle la fraternité au sein d'une association qui unit ceux qui luttent pour la même cause, la fraternité d’armes qui unit des combattants, ou encore les fraternités scoute, franc-maçonne, monacale, sportive…
Au sens le plus large, la fraternité universelle — qui s'exprime notamment dans des idéaux comme le christianisme, l'œcuménisme, le dialogue interreligieux, l'universalisme, le cosmopolitisme, l'internationalisme, etc. — fait résonner l'idée que tous les êtres humains sont frères et devraient se comporter comme tels, les uns vis-à-vis des autres. C'est le sens de la devise de la République française « Liberté, Égalité, Fraternité ». La fraternité est un état d'unité, entre plusieurs personnes. C'est un sentiment qui dépasse l'égo, qui rassemble plusieurs « moi » pour faire un « nous ». Cet ensemble porte à son fondement le respect de la personne humaine, le « moi », c'est donc un ensemble de personnes assemblées, de volontés personnelles combinées en un mouvement. Chaque personne peut vivre la valeur de la fraternité par l'exercice d'obligations morales envers autrui. « L'individu pour le groupe » est la cause, le terreau, qui permet comme conséquence « le groupe pour l'individu ».

## Étymologie
Le nom « fraternité » tire son origine du latin « frater » (du lat. fraternitatem, de fraternus, fraternel, dérivé de frater, frère). Le Gaffiot traduit « fraternitas » comme le lien de parenté entre frères. Par extension, la notion de fraternité désigne un lien entre les membres d'une même famille puis d'un ensemble d'humains.
La fraternité familiale constitue un sens dérivé, elle correspond au sentiment qui peut accompagner ce lien et comporte lorsqu'elle est culturellement valorisée, une dimension affective. Son contraire renvoie aux notions de désunion, de discorde, d'isolement, d'individualisme, associées à des comportements allant de la simple ignorance à l'inimitié.
La fraternité, dans son sens restrictif, ne concernant que les frères, un équivalent féminin a été créé : sororité, nom bâti à partir du terme latin soror, qui signifie sœur ou cousine.

## Dans l'Histoire

### En France

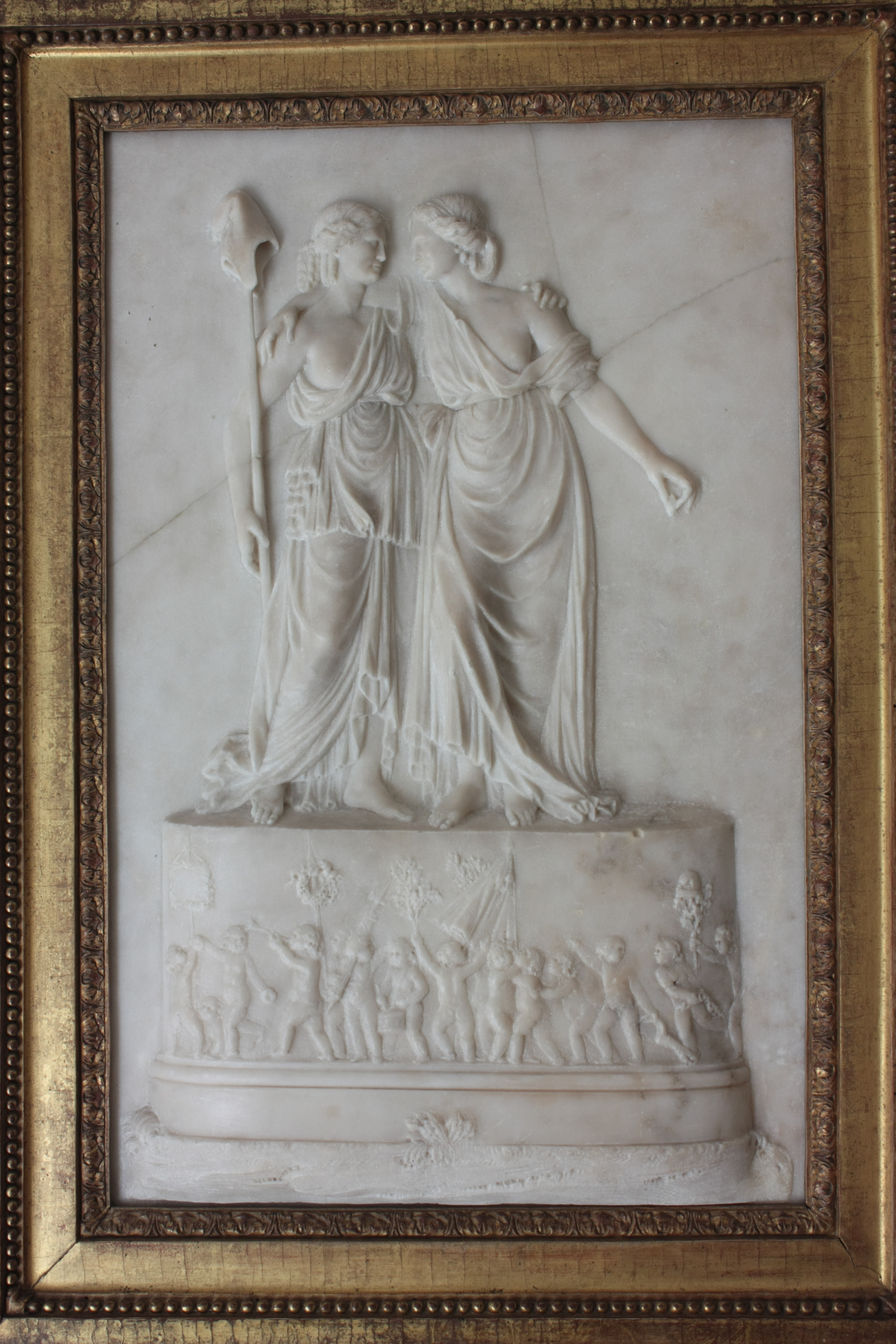
Allégorie de la Liberté, de l’Égalité et de la Fraternité, 1793 (musée de la Révolution française).

Dans le triptyque républicain français, la fraternité ne s'est pas imposée en une fois, mais progressivement.
La fraternité, comme idéal, est un terme clé de la Révolution française : « Salut et fraternité » est le salut des citoyens pendant la période révolutionnaire. Il sous-tend l'esprit de la Fête de la Fédération du 14 juillet 1790, au cours de laquelle La Fayette y fait référence lorsqu'il prête serment : « Nous jurons de (…) demeurer unis à tous les Français par les liens indissolubles de la fraternité ». La Constitution de 1791 n'y fait allusion que pour justifier l'institution de fêtes nationales (« Il sera établi des fêtes nationales pour conserver le souvenir de la Révolution française, entretenir la fraternité entre les citoyens, et les attacher à la Constitution, à la Patrie et aux lois. » Constitution du 3 septembre 1791, Titre I). Les autres textes majeurs comme la Déclaration des droits de l’homme et du citoyen de 1789, la Constitution de l’an I (1793), ou la Charte de 1830 ne consacrent pas explicitement ce principe. Jacques Guilhaumou rappelle la devise imputée par les thermidoriens aux partisans de la Terreur : « la fraternité ou la mort », selon l'adage « Sois mon frère ou je te tue » ; cette fraternisation peut être pratiquée par un « ensemble de moyens en vue d'établir ou de resserrer les liens d'une étroite union ».
Le 20 avril 1848, événement qui reste fixé par le tableau qu'en fit Jean-Jacques Champin et que conserve le Musée Carnavalet, eut lieu à l'Arc de Triomphe de Paris une « Fête de la Fraternité » pour célébrer l'instauration du suffrage universel. Adopté sur proposition de Jean-Baptiste Belley[Information douteuse] (un des premiers députés noirs, représentant de Saint-Domingue), le terme de « fraternité » apparaît pour la première fois dans les textes en novembre 1848 à l'article IV du préambule de cette constitution : « Elle (la République française) a pour principe : la liberté, l’égalité et la fraternité. » Dans l'article VIII du préambule de cette même constitution, la fraternité fonde le droit social : « Elle (la République) doit, par une assistance fraternelle, assurer l'existence des citoyens nécessiteux, soit en leur procurant du travail dans les limites de ses ressources, soit en donnant, à défaut de la famille, des secours à ceux qui sont hors d'état de travailler ».
Sous l’Occupation, Fraternité est le titre d'un journal clandestin de la Résistance française.
Le terme de fraternité est consacré dans les Constitutions de 1946 et de 1958, où il apparaît dans la devise de la France « Liberté, Égalité, Fraternité » (article 2).

### Dans l'Italie duXIIIesiècle
En Europe, la société féodale cède peu à peu (entre les XIe siècle et XIIIe siècle), la place à d'autres relations sociales. Une nouvelle classe sociale, les commerçants, émerge en parallèle de l'urbanisation et du retour de l'or et l'utilisation de l'argent. De là, naquit le mouvement communal, i.e. la création des communes libres, dont certaines se dotent de Charte de liberté : « ayant fait une association qu'il appelèrent une commune, ils (les habitants) se lièrent par des serments et forcèrent les autres seigneurs qui habitaient dans les campagnes de jurer fidélité à leur commune ». Les communes d'Italie sont parmi les premières en Europe : « le mot fraternitas et la réalité qu'il exprime [y] connaissent un grand succès ».
Dans ce contexte apparaît un jeune homme, Giovanni Bernardone, qui « créera effectivement la fraternité. », d'après Eloi Leclerc : « Ce que la commune des marchands n'a pas réussi à faire, à cause du règne de l'argent, il va le réaliser en suivant un chemin de pauvreté. Il créera effectivement la fraternité. Une fraternité ouverte à tous. […] Ce sera le secret du succès rapide et immense de la fraternité franciscaine primitive. »

### Cambodge, au temps du Kampuchéa démocratique
La révolution khmère rouge, d'inspiration maoiste et nationaliste, prend le pouvoir le 17 avril 1975 dans la capitale cambodgienne, Phnom Penh. Son dirigeant, Pol Pot (de son vrai nom Saloth Sâr), étend à tout le pays l'idéologie du Parti communiste kampuchéen. Le vocabulaire est utilisé lui aussi et vient radicalement bouleverser la langue khmère.
Pol Pot et le Comité central (appelé Angkar Loeu, littéralement « Organisation suprême ») imposent que les anciens mots utilisés au sein de la famille et de la société cambodgiennes soient éradiqués. Dans cette novlangue, qui vise à tordre les interactions familiales et sociales traditionnelles au profit des idées révolutionnaires du régime, tous les Cambodgiens doivent désormais ne s'appeler que par les termes « frère » et « sœur ». Ainsi, Pol Pot deviendra le « frère no 1 » et sa belle-sœur, Ieng Thirith, deviendra en quelque sorte la sœur no 1, dévoyant par là complètement les idéaux égalitaires à l'origine de cette révolution qui aboutit à près de deux millions de morts, soit le quart de la population, et un double génocide.

### Notion parfois oubliée
Frédéric Lenoir considère que « la principale critique que l’on peut adresser à l’Occident moderne, c’est d’avoir oublié l’idéal de fraternité en se concentrant aussi exclusivement tantôt sur les questions d’égalité, tantôt sur les libertés individuelles ».

## En Droit

### Déclaration universelle des droits de l'homme
La notion de fraternité est citée dans l'article premier de la Déclaration universelle des droits de l’homme qui dispose que :

« Tous les êtres humains naissent libres et égaux en dignité et en droits. Ils sont doués de raison et de conscience et doivent agir les uns envers les autres dans un esprit de fraternité. »

### Constitution française
Le deuxième alinéa du Préambule de la Constitution du 4 octobre 1958 dispose que : « En vertu de ces principes et de celui de la libre détermination des peuples, la République offre aux territoires d'outre-mer qui manifestent la volonté d'y adhérer des institutions nouvelles fondées sur l'idéal commun de liberté, d'égalité et de fraternité et conçues en vue de leur évolution démocratique. »
Le quatrième alinéa de l'article 2 de la Constitution du 4 octobre 1958 dispose que :
« La devise de la République est "Liberté, Égalité, Fraternité". »
L'article 72-3 de la Constitution du 4 octobre 1958 dispose que :
« La République reconnaît, au sein du peuple français, les populations d'outre-mer, dans un idéal commun de liberté, d'égalité et de fraternité. »

### Principe à valeur constitutionnelle
À la faveur de deux questions prioritaires de constitutionnalité, le Conseil constitutionnel, statuant en matière de délit d'aide à l'entrée, à la circulation ou au séjour irrégulier d'un étranger, consacre la constitutionnalité du principe de fraternité (CC, 6 juillet 2018, M. Cédric H. et autre, n° 2018-717/718 QPC). Le Conseil constitutionnel a fait découler dudit principe la liberté d'aider autrui dans un but humanitaire sans considération de la régularité du séjour.
À la faveur d'une question prioritaire de constitutionnalité, le Conseil constitutionnel, statuant en matière environnementale sur le contentieux du stockage en couche géologique profonde des déchets radioactifs, consacre la constitutionnalité du principe de fraternité entre générations (CC, 27 octobre 2023, Association Meuse nature environnement et autres, n° 2023-1066 QPC).

## En morale
Le concept de fraternité entre les hommes est largement évoqué. La morale stoïcienne s'en fait l'écho de façon précoce. « L'unité du genre humain, l'égalité des hommes, l'égale dignité de l'homme et de la femme, le respect des droits des conjoints et des enfants, la bienveillance, l'amour, la pureté dans la famille, la tolérance et la charité envers nos semblables, l'humanité en toute circonstance et même dans la terrible nécessité de punir de mort les criminels, voilà le fonds d'idées qui remplit les livres des derniers stoïciens. » (Maurice Denis).
Pour Charles Péguy, « la fraternité est un devoir d'urgence, celui d'arracher les misérables à la misère, plus important selon lui que la notion d'égalité matérielle, qui serait un devoir de convenance ».
Pour Jacques Attali, « On peut définir la fraternité comme un ordre social, dans lequel chacun aimerait l'autre comme son propre frère. […] La fraternité est un but de civilisation, pas un état de nature ».

## En religion
Dans le christianisme, le terme de diaconie est le terme qui signifie fraternité. Il englobe la notion de témoignage car il est la charité, c'est le service du frère. Le chrétien s'ouvre sur trois dimensions :
1. L'humanisme, c'est précisément la diaconie ou fraternité.
2. Une vision anthropologie épanouissante, d'inspiration judéo-chrétienne où le corps et l'esprit sont unis (en opposition à une vue matérialiste).
3. Une spécificité : la résurrection (à ne pas confondre avec la réincarnation), annoncée par Jésus Christ, le premier ressuscité.

Ces trois dimensions font pour le chrétien l'objet d'une obligation de témoignage, c'est un devoir de baptisé : celui d'évangéliser.
Bibliographie : À quoi sert un chrétien ? par Jean-Guilhem Xerri  (ISBN 978-2-204-10295-7)

### Dans le christianisme

#### Importance et fondement de la fraternité dans le christianisme
La fraternité est absolument centrale dans la doctrine chrétienne.
Le mot de frères est employé par Jésus dans les évangiles : « Quiconque fait la volonté de mon Père qui est au cieux, c'est lui mon frère, ma sœur, ma mère. » (Mt 12,50). Et peu avant sa Passion, il affirme : « Ce que vous avez fait à l'un de ces plus petits qui sont mes frères, c'est à moi que vous l'avez fait. » (Mt 25,40).
Le terme de fraternité est employé dans la première épître de Pierre : « Tous les humains, honorez-les ; la Fraternité, aimez-la ! » (1 P 2,17). Il ajoutait face à l'imminence de la persécution : « Résistez au Diviseur (i.e. Satan), sachant que les mêmes souffrances sont supportées par votre Fraternité dans le monde. » (1 P 5,9).
Saint Paul reprend cette notion dans l'épître aux Hébreux, lorsqu'il affirme que le Fils de Dieu est devenu notre Frère en vie humaine : « Le sanctificateur et les sanctifiés [c'est-à-dire le Christ et les êtres humains] ont tous une même origine [Dieu ]. C'est pourquoi il n'a pas honte de les appeler « frères » et de dire [en citant le Psaume 21,23] : « J'annoncerai ton nom à mes frères ; au milieu de l'Ekklèsia, je chanterai ta louange » » (He 2, 11-12).
Renouveau par les fraternités franciscaines (XIIIe siècle)
(cf supra)
La dynamique de fraternité universelle, lancée par François d'Assise en 1208 (ou 1209 ?) trouve son essor dans la famille franciscaine. Celle-ci se développe dans trois directions, à travers toute la chrétienté d'alors jusqu'à nos jours :
- les communautés d'hommes, qu'il s'agisse des fraternités réunissant des frères mineurs ou bien des monastères ;
- les couvents des soeurs franciscaines, appelées Clarisses ;
- et les fraternités de laïcs, qui réunissent ensemble depuis 1289, femmes, hommes et familles en fraternités séculières.
Développements dans les textes officiels ecclésiaux contemporains
La fraternité découle du commandement du Christ, comme l'a rappelé le pape François lors de la Journée mondiale de la paix du 1er janvier 2014, en citant en conclusion ce passage de l'Évangile :

« Je vous donne un commandement nouveau : aimez-vous les uns les autres ; comme je vous ai aimés, vous aussi, aimez-vous les uns les autres. À ceci tous connaîtront que vous êtes mes disciples, si vous avez de l'amour les uns pour les autres.» (Jn 13, 34-35)
La fraternité est « fondement et route pour la paix ». Le pape rappelle que « la fraternité commence habituellement à s’apprendre au sein de la famille, surtout grâce aux rôles responsables et complémentaires de tous ses membres, en particulier du père et de la mère ». »

Le pape Jean-Paul II a souligné lors de son premier voyage en France en 1980, que la fraternité était, avec la liberté et l'égalité, une idée chrétienne :

« Que n’ont pas fait les fils et les filles de votre nation pour la connaissance de l’homme, pour exprimer l’homme par la formulation de ses droits inaliénables ! On sait la place que l’idée de liberté, d’égalité et de fraternité tient dans votre culture, dans votre histoire. Au fond, ce sont là des idées chrétiennes. Je le dis tout en ayant bien conscience que ceux qui ont formulé ainsi, les premiers, cet idéal, ne se référaient pas à l’alliance de l’homme avec la sagesse éternelle. Mais ils voulaient agir pour l’homme. »

Le pape Benoît XVI a souligné que la fraternité pouvait se vivre tout particulièrement dans la société civile, en tant que cadre le plus approprié pour une économie de la gratuité.
La fraternité revêt une dimension transcendante, soulignée par le pape François dans son exhortation apostolique Evangelii gaudium (la joie de l'Évangile, 2013) :

« Il y a là la vraie guérison, du moment que notre façon d’être en relation avec les autres, en nous guérissant réellement au lieu de nous rendre malade, est une fraternité mystique, contemplative, qui sait regarder la grandeur sacrée du prochain, découvrir Dieu en chaque être humain, qui sait supporter les désagréments du vivre ensemble en s’accrochant à l’amour de Dieu, qui sait ouvrir le cœur à l’amour divin pour chercher le bonheur des autres comme le fait leur Père qui est bon. »

La fraternité fait l'objet d'une encyclique du pape François, Fratelli tutti (en français : « Tous frères ») qui a été publiée le 4 octobre 2020.

#### Du point de vue du statut
Il y a égale dignité de tous les hommes et femmes. Dans l'Évangile selon Matthieu, on peut lire : « Mais vous, ne vous faites pas appeler Rabbi ; car un seul est votre Maître, et vous êtes tous frères ».
Le texte de la Genèse rappelle - de manière symbolique - que tous les descendants d'Adam et Ève forment une même famille.

#### Du point de vue du comportement
Il y a une invitation à la fraternité qui consiste à dépasser :
- les prescriptions de la Loi du Talion (« œil pour œil, dent pour dent ») pour considérer le prochain comme soi-même : Il ne s'agit pas seulement de manière négative « de ne pas faire à autrui ce que l'on voudrait pas qu'on nous fit ».
- les préséances naturelles ou sociales : « Les premiers seront les derniers, les derniers seront les premiers. Quiconque s'élève sera abaissé, quiconque est abaissé sera relevé »
- les rapports de possession ou de propriété, par la charité, le partage et la promotion de la « destination universelle des biens ».
- les situations d'hostilité ou de conflit : « Lorsque tu veux déposer une offrande (à Dieu), si tu as un différend avec ton frère, va d'abord te réconcilier avec ton frère ».
- la violence et les rapports de forces : « Si quelqu'un te frappe sur la joue droite, tend la joue gauche ».

### Dans l'islam
Puisque l’islam est une religion humaniste et universelle qui s’adresse au genre humain dans son ensemble et dans sa diversité, il a sans doute fixé le lien qui unit tous les êtres humains quelles que soient les différences qui les caractérisent. Ce lien se manifeste clairement dans le verset suivant : « Ô hommes ! Nous vous avons créés d’un mâle et d’une femelle, et Nous avons fait de vous des peuples et des tribus, pour que vous vous entre connaissiez » (Coran s 49 v 13).
« Ô hommes » : un appel à toute l’humanité dans sa diversité. Ce verset met en évidence l’origine commune des êtres humains, à savoir, qu’ils descendent tous du même père et de la même mère « d’un mâle et d’une femelle », c’est-à-dire d’Adam et Eve.
Ainsi, ce verset établit clairement le principe de la fraternité humaine faisant fi de tous les facteurs qui différencient les hommes, qu’ils soient d’ordre racial, national ou social puisque leur origine est commune. Les hommes sont tous des frères. L’humanité est une seule famille.
Dieu confirme ce principe en disant : « Ô hommes ! Craignez votre Seigneur qui vous a créés d’un seul être et qui, ayant tiré de celui-ci son épouse, fit naître de ce couple tant d’êtres humains, hommes et femmes. Craignez Allah au nom duquel vous vous demandez mutuellement assistance, et craignez de rompre les liens du sang. Certes, Allah vous observe en permanence ».
Le Prophète : « Aucun d’entre vous ne peut prétendre à la plénitude de la foi jusqu’à ce qu’il aime pour son frère ce qu’il aime pour lui-même » rapporté par al-Boukhari et Mouslim d’après Anas ibn Malik.

### Fraternité interreligieuse
En France, il y a des exemples pour lesquels on voit des responsables des grandes religions manifester des signes de fraternité à l'occasion d'événements douloureux. Imitées de la pratique ancienne des États-Unis, ces cérémonies se sont finalement insérées dans l'espace public français.
La déclaration Nostra Ætate de l'Église catholique sur le dialogue avec les religions non chrétiennes, promulguée en 1965 lors du concile Vatican II, emploie dans sa conclusion l'expression « fraternité universelle » pour qualifier l'idéal qui devrait régir les relations entre les êtres humains quelles que soient leurs croyances.

## En philosophie

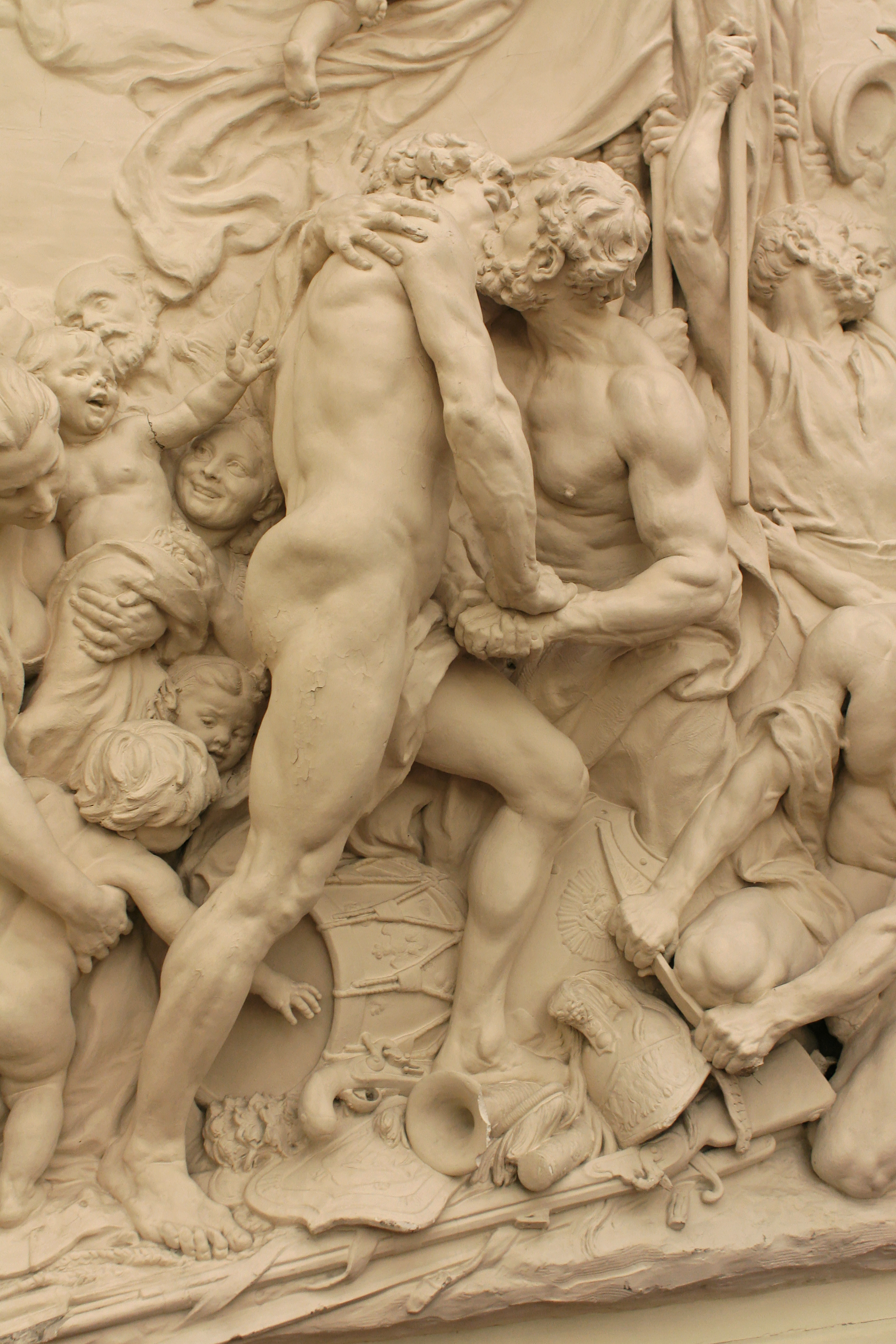
La Fraternité (détail), sculpture de Jules Dalou.

Parmi les écoles de philosophie antique, les pythagoriciens étaient très sensibles au thème de fraternité, qu'ils qualifiaient de fraternité mystique. Cette fraternité se créait, et s'entretenait par les liens d'un serment d'initiation, d'une ascèse, de rituels conduit en commun.

## Conflit entre frères dans les mythes fondateurs
Le mot de fraternité est souvent utilisé pour désigner le lien positif qui unit deux frères, ou deux hommes comme s'ils étaient frères. Mais les mythes fondateurs font aussi état de rivalités fraternelles : le meurtre d'Abel par son frère Caïn ; Joseph vendu par ses frères ; Esau qui vend son droit d’aînesse à Jacob pour un plat de lentilles ; le Fils prodigue, méprisé par ses frères. Dans la mythologie romaine Romulus et Rémus, les deux jumeaux fondateurs de Rome avec le meurtre par le premier du second.

## Psychanalyse
L'ouvrage Le Frère du précédent du psychanalyste Jean-Bertrand Pontalis présente une réflexion sur la fraternité. Pontalis s'intéresse seulement à la fraternité de deux frères ; lui-même Jean-Bertrand et Jean-François Pontalis. « Un jour, il y a une vingtaine d'années de cela, Jean-François me dit : « Tu sais, ce que j'espère, c'est que, si ton nom apparaît dans un dictionnaire, j'y sois mentionné aussi comme frère du précédent. Cela me fit sourire à l'époque, cela m'émeut profondément aujourd'hui ».

## Fraternité et actualité
Les évènements des 7 et 8 janvier 2015 en France ont suscité le 11 janvier un élan de fraternité, à l'origine de nombreuses prises de positions, appels, initiatives,,,.
Ainsi Abdennour Bidar, écrit dans Plaidoyer pour la fraternité en février 2015 : « […] je marche avec tous ceux qui veulent aujourd'hui s'engager pour faire exister concrètement, réellement, quotidiennement, la fraternité la plus large. Du côté de tous ceux qui ont compris que la fraternité universelle est la valeur qui a le plus de valeur ».
Le Haut Conseil à l'égalité entre les femmes et les hommes, a publié le 8 avril 2018 un avis en faveur d'une révision de la Constitution. Dans les travaux remis au président de l'Assemblée nationale, François de Rugy, il est notamment suggéré de remplacer les termes « droits de l'homme » par « droits humains », ainsi que « fraternité » par « adelphité » ou « solidarité ». Ces modifications ont pour objectif de recourir à une écriture égalitaire, et propose de réfléchir à l'usage du terme « fraternité » dans la République.